# Smilax inversa
Smilax inversa är en enhjärtbladig växtart som beskrevs av Tetsuo Michael Koyama. Smilax inversa ingår i släktet Smilax och familjen Smilacaceae. Inga underarter finns listade.